# 파주 하포리 지석묘
파주 하포리 지석묘는 대한민국 경기도 파주시 진동면 하포리에 있는, 청동기시대 임진강 연안 생활상을 밝혀주는 유적이다. 2007년 11월 5일 파주시의 향토문화유산 제26호로 지정되었다.

## 개요
진동면 하포리 417번지 야산에 위치하고 있다. 발견당시에 지표상에 하부 구조가 교란되어 있었는데 육안으로 확인되는 덮개돌 아래 석재는고인돌로 추정되며 덮개돌의 규모는 가로 240cm, 세로 225cm 규모이다. 전체적으로 형태는 바둑판식 지석묘로 추정되며 좌측면은 칼로자른 듯 절단된 모습을 띠고 있고 반대편은 모서리 형상으로 다듬어진 형태를 띠고 있어 전체적으로 거북 형상을 한 모습이다.지석묘가 위치한 곳은 인근에 임진강이 흐르고 넓은 구릉지가 형성돼있어 선사시대 때 이 일대가 선사인들의 생활 주거지였을 것으로 추정되며 파주지역의 다른 지석묘군과 함께 선사시대 삶을 알려줄 중요한 자료이다.